# 교황 인노첸시오 1세
교황 인노첸시오 1세(라틴어: Innocentius PP. I, 이탈리아어: Papa Innocenzo I)는 제40대 교황(재위: 401년 12월 22일 ~ 417년 3월 12일)이다. 사후 기독교의 성인으로 시성되었으며, 축일은 7월 28일이다.
《교황 연대표》에 의하면, 인노첸시오 1세는 알바노 태생으로 인노첸시오라는 남자의 아들이라고 한다. 기독교 역사상 인노첸시오 1세는 전임 교황들인 시리치오와 아나스타시오 1세의 정책을 이어받아 로마 교황좌의 권세를 유지하고 확장하기 위해 노력한 인물로 평가되고 있다. 그는 교황의 권세를 강조하며 기독교 내에서의 모든 분쟁에 대한 최후의 해결 수단으로 교황의 중재를 제시하였다. 인노첸시오 1세가 루앙의 빅트리치오와 툴루즈의 에우페리오, 안티오키아의 알렉산데르 등과 나눈 대화는 물론 요한 크리소스토모가 알렉산드리아의 테오필루스에 반대하며 항의를 제기했을 때 취한 행동을 보건대, 그가 교황으로서 중재한 사건이 수없이 많았다는 사실을 알 수 있다. 콘스탄티노폴리스에서 요한 크리소스토모가 동로마 황제 아르카디우스와 황후 아일리아 유독시아의 박해를 받았을 때 이를 옹호하여 사절을 파견하기도 했다.
인노첸시오 1세는 펠라기우스 논쟁에 대해 확고한 태도를 보이며 개입하였다. 펠라기우스는 411년 카르타고 교회회의에서 이미 단죄되었으나 415년 팔레스타인의 디오스폴리스 교회회의에서 사면을 받았다. 그러나 카르타고와 밀레비스의 교회회의는 펠라기우스를 다시 단죄한 후 416년 그 결정을 로마로 보냈다. 그들은 인노첸시오 1세에게 펠라기우스의 문제점을 지적한 서신을 보내어 로마 교회의 개입을 청하고 그를 로마로 소환하여 파문할 것을 촉구하였다. 인노첸시오 1세는 417년 1월 27일 카르타고 교회회의의 결정을 지지한다는 내용의 답신을 보낸 동시에 밀레브의 누미디아 교회회의에 참석한 주교들에게도 비슷한 논조의 서신을 보냈다. 당시 교회회의에 참석한 주교들 가운데 한 사람이었던 히포의 아우구스티노는 이 서신을 받아 읽어 본 후 “로마에서 발언했으니 사건은 이제 끝났다(Roma Locuta Est. Causa Finita Est).”는 유명한 말을 남겼다.
역사학자 조시무스는 저서 《Historia Nova》에서 410년 서고트족의 지도자 알라리크에 의해 로마 약탈이 일어났을 때, 인노첸시오 1세는 알라리크와 서로마 황제 호노리우스 사이를 중재하면서 이교도들인 서고트족을 달래기 위한 임시 조치로 그들이 사적으로 자신들의 예배 행위를 하는 것에 대해서는 허용할 생각까지 했다고 적고 있다. 하지만 조시무스는 우상숭배를 재건하고 한 이교도들의 시도는 당시 민중의 관심 부족으로 실패로 끝났으며, 이는 로마가 지난 세기 이래 성공적으로 기독교화가 되었다는 것을 의미한다고 논평하였다.
인노첸시오 1세가 쓴 서신 가운데 하나는 예로니모에게 보낸 것이며, 또 다른 하나는 예루살렘의 주교 요한 2세에게 보낸 것인데, 전자는 베들레헴에서 펠라기우스주의자들이 활개치는 것에 대해 우려하는 내용을 담고 있다. 인노첸시오 1세는 417년 3월 12일 선종하였다. 그의 축일은 13세기부터 20세기까지는 7월 28일이었지만, 오늘날에는 3월 12일로 개정되었다.

## 같이 보기
- 교황 목록